# Szkoła Podstawowa w Mirocinie Górnym
Szkoła Podstawowa w Mirocinie Górnym - budynek szkoły z XIX w. we wsi Mirocin Górny, wpisany do rejestru zabytków nieruchomych województwa lubuskiego i ewidencji zabytków.
Obiekt zbudowany z cegły w pierwszej połowie XIX w. w stylu klasycystycznym. Po 1945 r. w budynku dawnej szkoły ewangelickiej otworzono szkołę podstawową dla uczniów z Broniszowa, Mirocina Górnego i Średniego. Po 2000 r. szkołę podstawową zamknięto a w budynku funkcjonowało przedszkole. Aktualnie jest własnością prywatną.
Dyrektorem szkoły podstawowej był między innymi Alojzy Wojtowicz.